# En händig man
En händig man är Per Gessles sjätte soloalbum, och släpptes den 13 juni 2007, och är hans fjärde med svenska texter.
På albumlistorna toppade det i Sverige, och nådde som högst 36:e plats i Norge. Albumet släpptes i två versioner, varav den ena är en utgåva i digipack med fyra bonusspår. I samband med albumet deltog Per Gessle i Allsång på Skansen den 3 juli 2007 och en turné i Sverige genomfördes under perioden 11 juli-12 augusti 2007. Turnén hette Per Gessle, en händig man på turné 2007.

## Låtlista
1. En händig man - 3.01
2. Pratar med min müsli (hur det än verkar) - 3.04
3. Jag skulle vilja tänka en underbar tanke - 3.16
4. Fru Nordin - 3.07
5. Dixy - 2.51
6. När Karolina kom - 2.51
7. Hannas kärlekspil - 2.11
8. Om du kommer ihåg - 2.59
9. Om jag vetat då (vad jag vet nu) - 3.35
10. Tom Tom - 2.59
11. Våldsamt stillsamt - 2.41
12. Trött - 2.47
13. Samma gamla vanliga visa - 2.31
14. Min hälsning - 3.23
15. En händig man (Tits & Ass Demo 13 juli 2006) * Endast digital lansering *
16. Ett perfekt ägg (instrumental) * Endast digital lansering *
17. En händig man (blåser) ** Bara Teliaversionen **

## Medverkande
- Per Gessle - sångare, musiker, låtskrivare, producent
- Christoffer Lundquist - musiker, producent
- Clarence Öfwerman - musiker, producent
- Jens Jansson - musiker
- Helena Josefsson - sångare

## Singlar
- En händig man (21 maj 2007)

## Listplaceringar
| Lista (2007) | Position |
| ------------ | -------- |
| Norge        | 36       |
| Sverige      | 1        |